# Cymothoa excisa
Cymothoa excisa is een pissebed uit de familie Cymothoidae. De wetenschappelijke naam van de soort is voor het eerst geldig gepubliceerd in 1833 door Perty.